# Venusia violettaria
Venusia violettaria är en fjärilsart som beskrevs av Eugen Wehrli 1931. Venusia violettaria ingår i släktet Venusia och familjen mätare. Inga underarter finns listade i Catalogue of Life.